# Zalaegerszegi Eötvös József Általános Iskola
A Zalaegerszegi Eötvös József Általános Iskola Zalaegerszegen, a Köztársaság útja 68. szám alatt található. Közel 600 diákot oktat valamivel több mint 50 pedagógus.

## Története
Az oktatás 1978-ban kezdődött, akkor még Népköztársaság Úti Általános Iskola néven. A környező lakótelepek növekedésével megnőtt a tanulók száma is. A '90-es évek végén a Szovjetunió megszűnésével lehetővé vált az angol és német nyelv tanulása.
2008-tól a tornaterem Kauzli József nevét viseli.

## Megközelítés

### Tömegközlekedéssel
8, 8C, 10Y, 11A, 11Y, 44, C1, C2, C4